# Pièce commémorative de 1 dollar américain de la déségrégation de la Little Rock Central High School
La pièce commémorative de 1 dollar américain de la déségrégation de la Little Rock Central High School est une pièce commémorative non circulante émise par la Monnaie des États-Unis en 2007 et frappée par la Monnaie de Philadelphie.
Elle est autorisée par la loi 109-146 du 22 décembre 2005, qui prévoit l'émission d'une pièce reconnaissant et rendant hommage à la détermination montrée par les étudiants noirs lors des événements de la Little Rock Central High School à Little Rock, en Arkansas, à l'automne 1957, en commémoration de son cinquantième anniversaire. Ces événements marquent une avancée dans la déségrégation raciale dans l'enseignement public aux États-Unis.

## Contexte
La Little Rock Central High School est une école secondaire publique complète accréditée située à Little Rock, en Arkansas, aux États-Unis. L'école est le site de la déségrégation forcée en 1957 après que la Cour suprême des États-Unis déclare que la ségrégation par race dans les écoles publiques est inconstitutionnelle trois ans plus tôt. Cela se produit pendant une période d'activisme intense dans le mouvement des droits civiques. Les neuf de Little Rock sont un groupe de neuf étudiants afro-américains inscrits à la Little Rock Central High School en 1957. Leur inscription est suivie par la crise de Little Rock, au cours de laquelle les étudiants sont initialement empêchés d'entrer dans l'école ségréguée par la race par Orval Faubus, le gouverneur de l'Arkansas. Ils peuvent finalement y entrer après l'intervention du président Dwight D. Eisenhower.

## Législation
La loi publique 109-146 demande au Secrétaire au Trésor la frappe de pièces commémoratives de la fin de la ségrégation raciale en milieu scolaire depuis la déségrégation de la Little Rock Central High School en 1957. Elle passe et est approuvée par la Chambre des représentants le 27 juin 2005 et le 18 novembre par le Sénat qui la modifie. Les amendements sont finalement approuvées par la Chambre le 18 décembre. Elle est signée par le président George W. Bush le 22 décembre 2005.

## Dessin

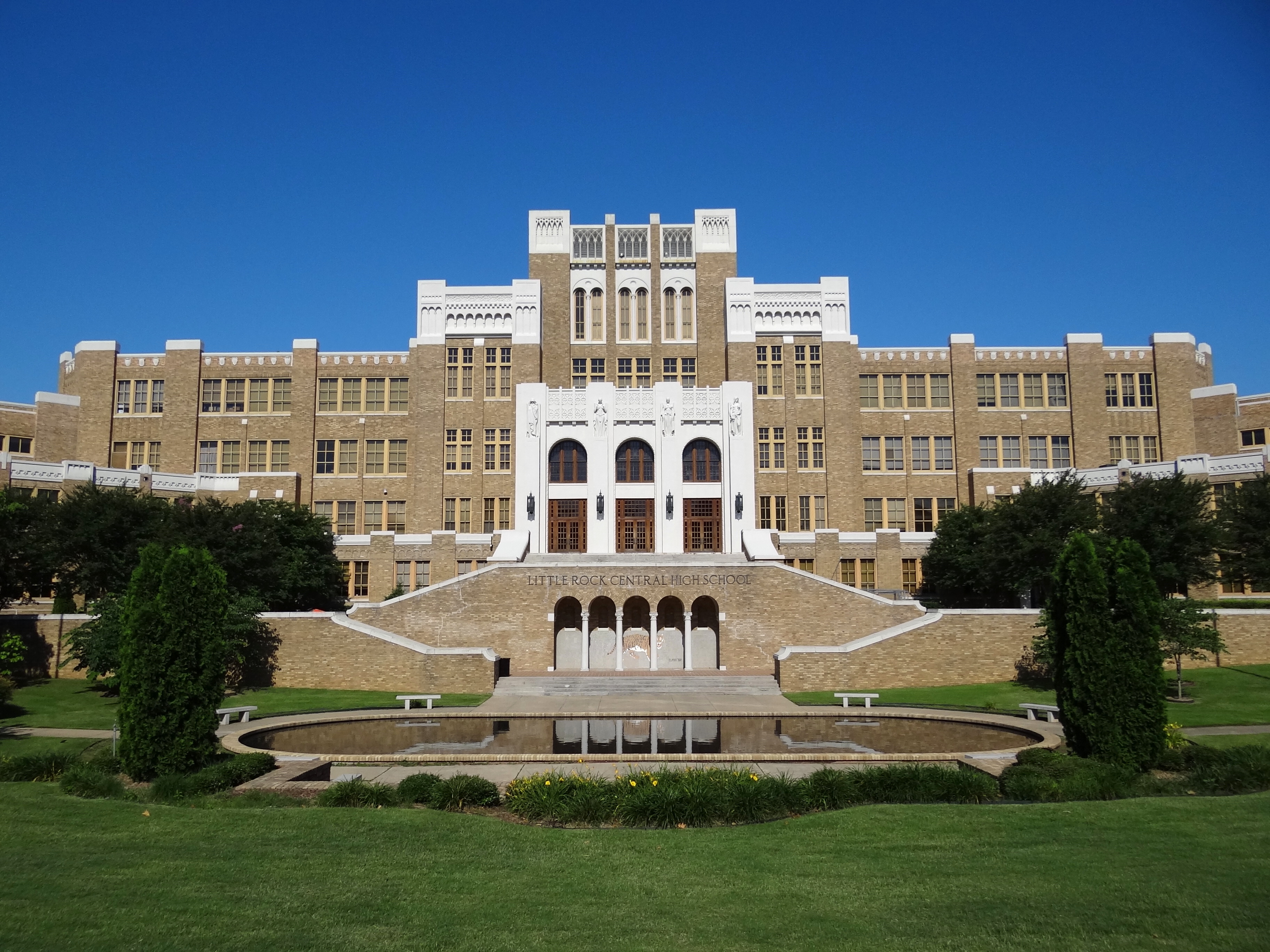
Façade principale de la Little Rock Central High School à Little Rock, en Arkansas, reproduite au revers de la pièce commémorative.

Les dessins de la pièce commémorative en argent célébrant la déségrégation de la Little Rock Central High School sont approuvés par le secrétaire au Trésor des États-Unis en janvier 2007.
Sur l'avers de la pièce, conçu par Richard Masters, du programme Artistic Infusion (AIP) et gravé par Charles Vickers, on voit les pieds des neuf de Little Rock, escortés par un soldat pour entrer à l'école. Il s'agit des premiers jeunes noirs à entrer dans cette école secondaire au cours de l'année scolaire 1957-1958, après que la Cour suprême des États-Unis déclare la ségrégation raciale inconstitutionnelle. Au-dessus de cette scène, il y a neuf étoiles représentant les neuf élèves, ainsi que le mot LIBERTY ; en dessous, la légende DESEGREGATION IN EDUCATION (déségrégation dans l'éducation) et la devise IN GOD WE TRUST, traditionnelle sur les pièces américaines, ainsi que la date d'émission de la pièce, 2007,.
Le revers, œuvre de Don Everhart, il reproduit une image de la façade principale de l'école secondaire de Little Rock telle qu'elle est en 1957. Le bâtiment est déclaré site historique national des États-Unis en 1998 et continue de fonctionner comme établissement éducatif. En haut du revers, la valeur faciale de la pièce est indiquée en lettres ONE DOLLAR, et la devise E PLURIBUS UNUM est ajoutée, tandis qu'en bas est mentionné le nom du pays, UNITED STATES OF AMERICA et la légende LITTLE ROCK CENTRAL HIGH SCHOOL,.

## Production et vente
La loi autorisant l'émission de ces pièces commémoratives prévoit un tirage maximal de 500 000 exemplaires. Elle est produite à la Monnaie de Philadelphie tant en version brillant universel qu'en finition belle épreuve et sa mise en circulation est ouverte au public à partir du 15 mai 2007.
La production s'élève à 66 093 pièces dans sa version brillant universel et 124 678 en version avec une finition belle épreuve, ce qui donne un total de 190 771 exemplaires, bien en deçà de la limite maximale.
La pièce est commercialisée au prix de 35 dollars en version brillant universel et 39 dollars en finition belle épreuve. Conformément à la loi autorisant son émission, les bénéfices tirés de sa vente sont alloués au Département de l'Intérieur pour l'entretien du site historique national de la Little Rock Central High School ainsi que pour le développement de ses programmes éducatifs et de ses projets de préservation historique,.